# Мирна Закић
Мирна Закић (Београд, 1982) српска је књижевница. Завршила је Филолошку гимназију у Београду и Амерички универзитет у Бугарској. Тренутно борави у САД.

## Дела
- Временски портали, збирка прича, Матица српска, 2001.
- , поетска збирка, Ваљевска гимназија и Српска књижевна задруга, 2002.
- Страва у Улици куге. 2006. ISBN 82116341-31 Проверите вредност параметра |isbn=: checksum (помоћ)., роман, Народна књига - Алфа.

## Награде и признања
- Награда „Десанка Максимовић“ 2001. године за збирку песама
- Награда „Лазар Комарчић“ за најбољи домаћи роман објављен 2006. (Страва у Улици куге)